# Dedé Mamata
Dedé Mamata é um filme brasileiro de 1987, do gênero drama, dirigido por Rodolfo Brandão. Conta a história da vida política de Dedé (Guilherme Fontes) e sua paixão por Lena (Malu Mader).

## Sinopse
O filme fala sobre a alienação durante a época da ditadura militar no Brasil. Dedé é neto de avós anarquistas e de pais comunistas, mas, após crescer sempre isolado devido aos constantes deslocamentos derivados das perseguições do governo, pouco se importa para o contexto de repressão e desinteressa-se em se engajar na resistência de esquerda. Quando o pai é vítima de uma emboscada militar e desaparece, a família entra em crise, mas Dedé só quer curtir sua juventude. Sua vida, porém, se complica quando, ainda nos anos 70, começa a se envolver com a cocaína e o seu nascente tráfico.

## Elenco
- Guilherme Fontes .... Dedé Mamata
- Malu Mader .... Lena
- Marcos Palmeira .... Alpino
- Luiz Fernando Guimarães .... Cumpade
- Paulo Porto .... Avô
- Iara Jamra .... Ritinha
- Paulo Betti .... Pai
- Natália Thimberg .... Avó
- Geraldo Del Rey .... Carlos Marighella
- Tonico Pereira .... Dirigente comunista
- Luiz João .... Dedé Mamata (criança)
- Thaís de Campos .... Avó (jovem)
- Antônio Pitanga .... Policial
- Thelma Reston .... Mãe de Lena
- Guará Rodrigues .... Barbudo
- Lisandra Souto ... Sylvia
- Everardo Rocha .... Professor

## Lançamento
O filme foi um marco dos anos 80 e causou grande impacto quando exibido nos cinemas. Foi um dos raros filmes brasileiros a participar da mostra competitiva do Festival de Veneza.